# Raoul Ribière
Raoul Ribière, né le 6 mai 1902 et mort en service aérien commandé le 29 juillet 1937 à Rambouillet dans les Yvelines, est un aviateur français. Il fut pilote d'essai et se tua accidentellement dans l'Entre-deux-guerres.

## Biographie
Il est inhumé au cimetière de Bièvres (Essonne).

## Distinctions

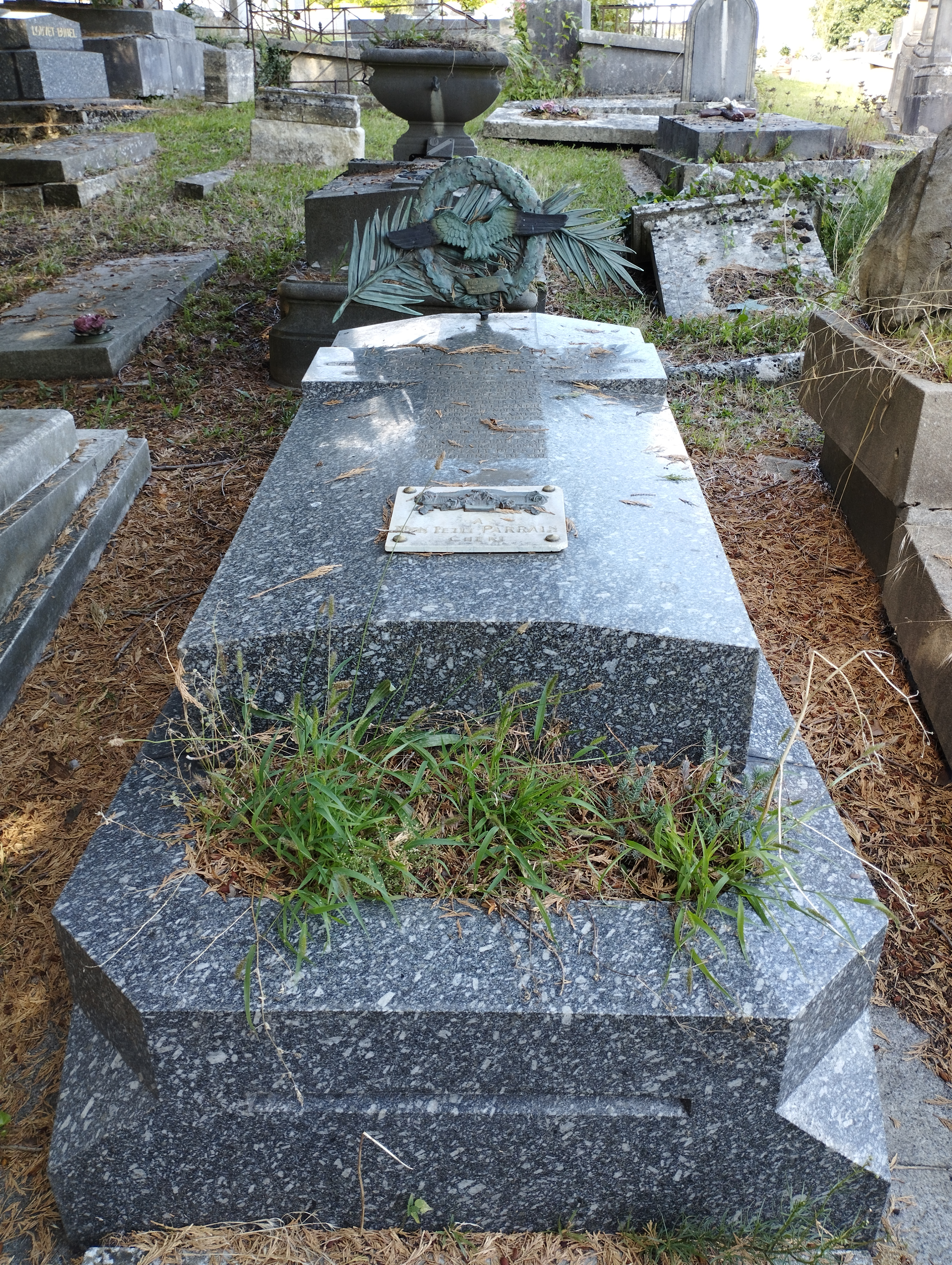
Tombe de Raoul Ribière au cimetière de Bièvres.

- Chevalier de la Légion d'honneur
- Médaille militaire